# Юма (Карелия)
Юма — упразднённый затопленный посёлок городского типа в Кемском районе Республики Карелия Российской Федерации. 

## История
С 1951 года — рабочий посёлок.
В 1989 завершено переселение жителей.
Затоплен Кривопорожским водохранилищем при строительстве Кривопорожской ГЭС.

## Население
| 1959 | 1970 | 1979 |
| ---- | ---- | ---- |
| 989  | ↘773 | ↘474 |